# Head-up display

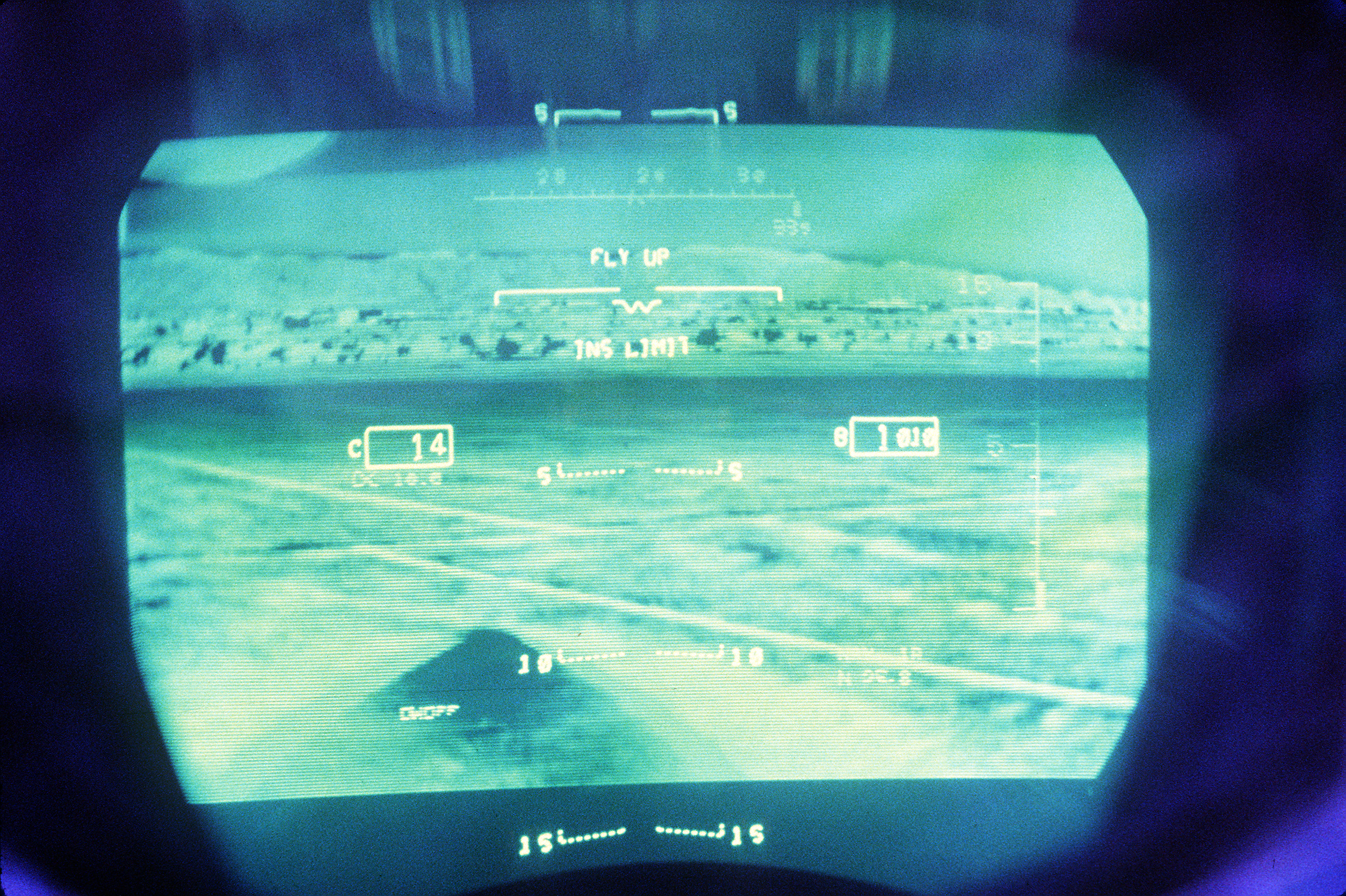
A repülőgép előtt lévő táj képe LANTIRN konténer éjjellátóján keresztül, F–15E Strike Eagle HUD-ján

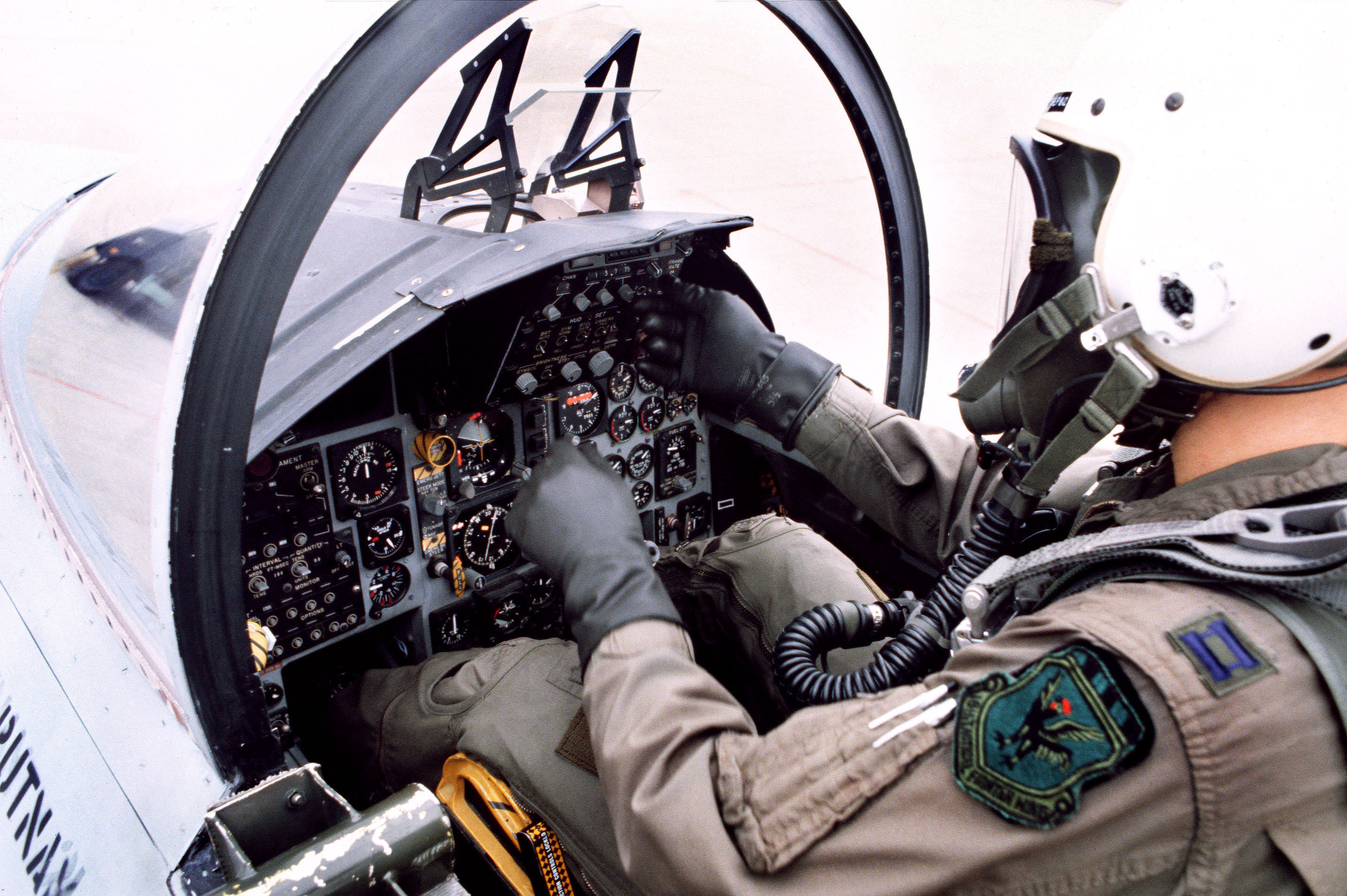
F–15 Eagle műszerfala, felette a HUD-dal

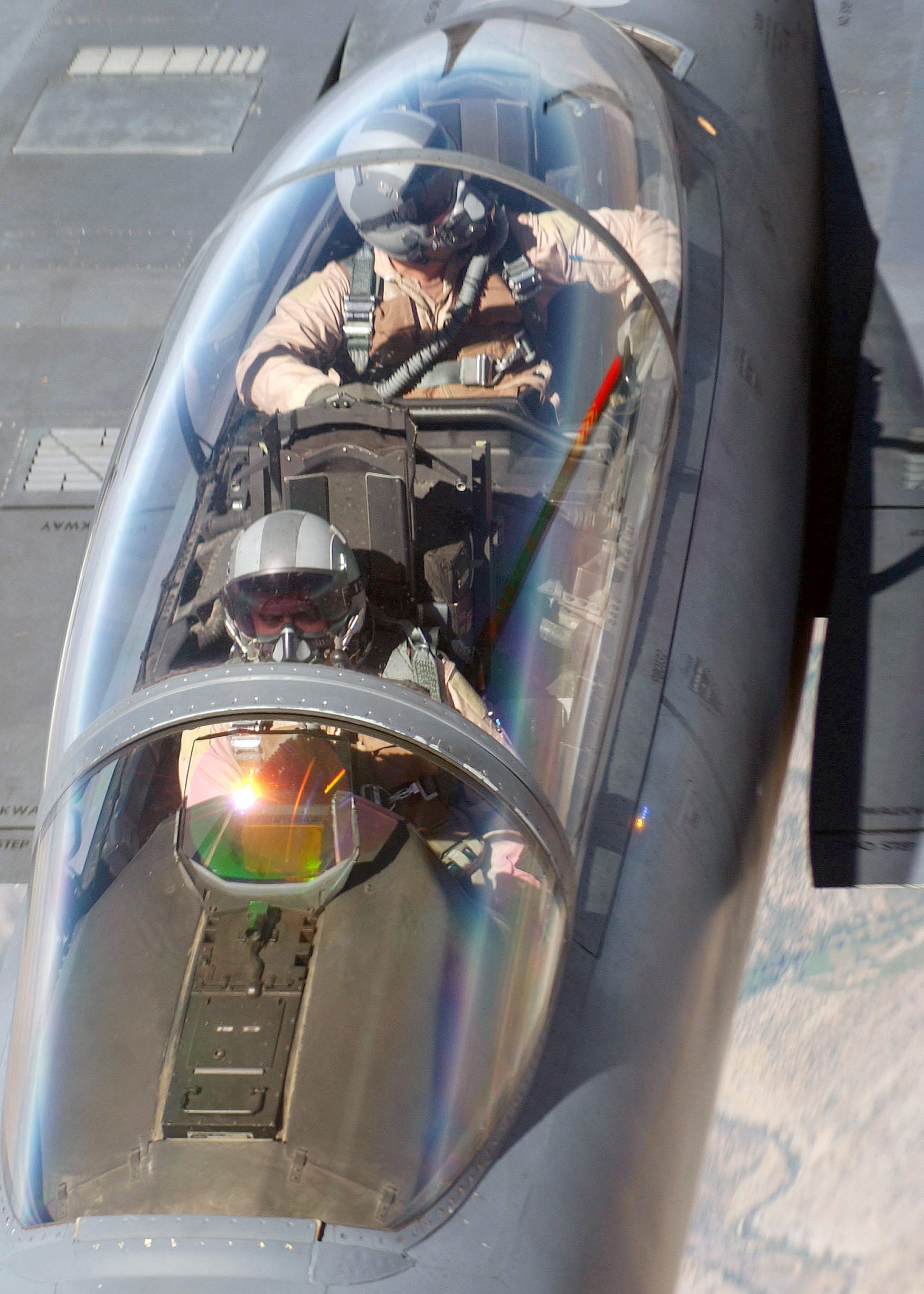
F–15E Strike Eagle pilótakabinja légi utántöltés közben, a napfény a HUD reflexüvegén csillan meg

A HUD (angolul: head-up display, kb. szem elé vetített kijelző -  mivel nem kell lenézni a műszerfalra, head-up helyzetben - azaz feltartott fejjel - nézhető) a repülőgép műszerfalának tetejére szerelt, átlátszó kijelző, amely az alapvető repülési adatokat jeleníti meg, miközben, rajta átnézve, a pilóta előre kilát a repülőgépből. Az első HUD-okat a második világháború után fejlesztették ki, a vadászrepülőgépek célzóberendezéseinek továbbfejlesztésével. Napjaink legkorszerűbb vadászrepülőgépein a sisakba épített kijelzőkkel váltják le. A HUD-ot olyan helyzetekben használják, amikor nagyon kevés idő áll a pilóta rendelkezésére, és arra sincs ideje, hogy az alapvető repülési adatokért lepillantson a repülőgép műszerfalára.
Újabban szállító repülőgépeken is alkalmazzák, mert rossz időben (általában ködben) vagy éjszaka, kivilágítatlan repülőterekre történő leszállásnál segíti a pilótát a tájékozódásban. Néhány sportautóba is rendelhető HUD. (A 2000-es évektől már egyes normál autókban is tartozék.)
Egy korszerű HUD nem csupán számszerű adatokat közvetít a pilóta számára, hanem a mögötte látható tájba illeszkedő, a tájékozódást segítő pontokat, vonalakat, irányokat is rajzol.
A HUD kifejezést a játékképernyőn általában áttetszően vagy kis ikonokkal kijelzett adatok összességére használják a videójátékok is - elsősorban a szimulátorok és az FPS-ek - pl. a képernyőn megjeleníthető a játékos életereje, a használt fegyver vagy jármű lőszertartalék-mennyisége stb.